# Viirapalu
Viirapalu – wieś w Estonii, w prowincji Võru, w gminie Antsla.